# Distretto di Bar Kunar
Il distretto di Bar Kunar è un distretto dell'Afghanistan appartenente alla provincia del Konar. Conta una popolazione di 20.716 abitanti (dato 2003).